# Abraxas extralineata
Abraxas extralineata là một loài bướm đêm trong họ Geometridae.